# Jarosław Majewski (fizyk)
Jarosław Majewski, również Jarek Majewski (ur. 10 lutego 1960 w Przasnyszu) – polski fizyk doświadczalny mieszkający i pracujący w Stanach Zjednoczonych, specjalista w zakresie biofizyki molekularnej.

## Życiorys
Absolwent Liceum Ogólnokształcącego im. Komisji Edukacji Narodowej w Przasnyszu (matura 1978) oraz Wydziału Fizyki Uniwersytetu Warszawskiego (dyplom 1984). Pracował w Instytucie Fizyki Eksperymentalnej UW (1984–1985) i Instytucie Fizyki PAN (1985–1989). Studiował w Instytucie Weizmanna w Izraelu, gdzie uzyskał doktorat. Przez 24 lata pracował w Narodowym Laboratorium w Los Alamos w USA (specjalizacja: rozpraszanie neutronów i promieniowania rentgenowskiego; stanowisko w 2016: Staff Member, Manuel Lujan Jr. Neutron Scattering Center, Los Alamos National Laboratory. Instrument scientist for SPEAR neutron reflectometer). Do 2017 był wykładowcą kontraktowym (Adjunct Professor) na Uniwersytecie Kalifornijskim w Davis na Wydziale Inżynierii Chemicznej i Badań Materiałowych. W 2023 profesor badawczy (Research Professor) na Wydziale Inżynierii Chemicznej i Biologicznej Uniwersytetu Nowego Meksyku w Albuquerque. 
Autor i współautor przeszło 200 recenzowanych publikacji naukowych, ponad 350 wystąpień i referatów z pogranicza fizyki doświadczalnej i biologii molekularnej. Współpracował z Instytutem Fizyki PAN, wygłaszając referaty na tzw. seminariach rentgenowskich (2006, 2007, 2008, 2011, 2012, 2014, 2015). W 2017 należał do zespołu badawczego rozwijającego w Los Alamos technikę obrazowania fazowo-kontrastowego za pomocą wiązki tzw. neutronów zimnych, co pozwoliło uzyskać wysokiej jakości obrazy struktury prześwietlanych materiałów. Laureat Indywidualnej Nagrody Laboratorium Narodowego Los Alamos (Los Alamos Individual Distinguished Performance Award), nagród Laboratorium Los Alamos za osiągnięcia jako mentor oraz wyróżnień przyznawanych przez Laboratorium Los Alamos w dziedzinie programów związanych z obronnością (Defense Programs Awards of Excellence). Od 2017 pracuje jako dyrektor programowy w Amerykańskiej Narodowej Fundacji Nauki (National Science Foundation, NSF), jeden z czterech dyrektorów programowych kierujących działem biofizyki molekularnej (stanowisko: permanent Program Director at the Molecular Biophysics Cluster in the Division of Molecular and Cellular Biology in the National Science Foundation). W 2004 otrzymał statuetkę „Przasnyskiego Koryfeusza”. Mieszka w Alexandrii w USA.
Członek (Fellow) American Physical Society (od 2005) oraz Neutron Scattering Society of America (od 2016). W 2024, według bazy danych Scopus, miał wskaźnik Hirscha równy 43.